# Serpeta grossa dels cítrics
La serpeta grossa dels cítrics (Lepidosaphes beckii) és una espècie d'hemípter esternorrinc de la família Diaspididae, que pot arribar a ser plaga dels cítrics.

## Etimologia
- Lepidosaphes: mot compost format per un mot llatí lepidos (escata, esquama)[3] i un mot grec σαφής (real, vertadera).[4]
- beckii: en honor de Richard Beck (1984).[5]

## Història
L'any 1982 va aparèixer a Barcelona, que a finals del segle xix ja era una de les plagues més importants, junt amb altres espècies al·lòctones que van ser introduïdes per eixe temps, el poll roig (Chrysomphalus dictyospermi). Els primers anys del segle xx va ser aquesta última espècie la plaga més important citada, mentre que la serpeta grossa havia minvat la seua importància. Tanmateix, en la dècada de 1920, les principals plagues de cítrics estaven formades per deu espècies de caparretes, entre les que destacaven el poll roig, serpeta grossa i serpeta fina (Lepidosaphes gloverii). Més tard, en les dècades dels 80 i 90, les plagues més importants dels cítrics són els diaspídids, però les espècies han canviat esdevenint en irrellevants el poll roig i la serpeta fina, mentre que la serpeta grossa i el poll gris (Parlatoria pergandii) passen a ser les més esteses i greus fins a l'actualitat, encara que amb la utilització de plaguicides organofosforats i l'oli mineral la seua importància s'ha reduït. Posteriorment s'han donat increments atribuïts a la invasió de la mosca blanca cotonosa (Aleurothrixus floccosus) les restes de la qual serveixen de recer per a aquest diaspídid.

## Distribució
És tracta d'un hemípter d'àmbit cosmopolita, però concentrat en les zones tropicals i subtropicals (pantropical).

## Descripció
La femella presenta l'escut allargat, amb forma de musclo o coma, té de 2 a 3,5 mm de llargària. Presenta una consistència dura. La seua coloració va des del castany clar al castany purpuri, a més, per baix s'observa un vel ventral. El cos tancat entre l'escut i el vel ventral, és allargat i blanc. Els ous són de color blanc. Cada femella pondrà de 40 a 80 ous sota el seu escut de manera desordenada.
El mascle té l'escut allargat, té costats quasi paral·lels, és més xicotet que el de la femella, mesura 1 a 1,5 mm i posseeix una consistència dura. El seu color va des del castany clar al marró fosc. El cos és lleugerament purpuri. Una vegada el mascle assoleix l'estat adult, és alat.
Dues setmanes de pondre els ous. D'aquests ixen les nimfes mòbils, que són blanques. Poden trobar-se baix l'escut de la mare o per la planta. Una vegada triat el lloc de fixació, les nimfes comencen a alimentar-se dels sucs de les plantes. Produeixen immediatament fils ceris blancs que les cobreixen i després comencen a mudar la pell amb la qual formen l'escut. Després no es mouen més. El cos, i l'escut continuen creixent fins a arribar a la maduresa.

## Biologia
Espècie polífaga, pot alimentar-se de 45 gèneres pertanyents a 11 famílies. Entre tots aquests hostes, cal destacar; buxàcies (Buxus hyrcana), rutàcies (Citrus sinensis, C. aurantium, C. grandis, C. paradisi, C. reticulata i Murraya sp.) i teàcies (Camellia sinensis), apocinàcies (Nerium oleander).
La combinació d'alta temperatura i humitat és ideal per al seu desenvolupament. Per això, la necessitat de formar un escut per a no deshidratar-se i el fet que els afecten les baixen temperatures. La mancança d'una fase hivernant no específica fa que hagen de buscar recer en escletxes i replecs als arbres i al sòl. És per aquestes raons també que habiten a les zones ombrívoles de la secció intermèdia de l'arbre, i sempre a les branques de la direcció contrària als vents dominants, que és d'on arribaran els mascles adults.

### Cicle de vida
Passen l'hivern en forma de segon estadi larval i de femella adulta sobre fulles (especialment a l'anvers), branques, fruit i tronc.
Al maig les femelles ponen els ous, i al juny es produeix l'eixida de larves de primera generació. El segon màxim de larves és a l'agost (segona generació), que són les que envaeixen el fruit. Provenen de les femelles refugiades al calze del fruit. La tercera generació pot donar-se a la tardor, però sent menys important. Les femelles ja adultes fan la posta al setembre, les larves de les quals ocupen el fruit, majorment la meitat superior.
La densitat poblacional d'aquest diaspídid és màxima a l'arbre a l'hivern, disminuint de manera acusada a la primavera, i romanent les poblacions a un nivell mínim durant l'estiu. Sol tenir, al nostre territori, 2 generacions (a vegades 3) per any. Amb una temperatura llindar de 7,6 °C i una integral tèrmica de 1140 grau-dia. La serpeta grossa es desenvolupa amb temperatures més baixes que el poll roig i el poll roig de Califòrnia, però requereix acumular més calor per a completar una generació, i per tant, més dies.

## Signes i símptomes
Posseeixen un aparell xuclador robust, amb el qual extrauen saba de la part de l'arbre on s'han fixat. Ataca a tronc, branques (menys en les de més de 6 cm), totes dues cares de les fulles i fruits. Si la població augmenta en excés, i no se li para atenció, pot produir que les fulles s'engrogueixen, marceixen i després caiguen. També pot arribar a assecar les branques atacades, reduir la mida dels fruits i l'afebliment total de l'arbre. Les larves prefereixen fulles adultes i quan hi ha fruits, prefereixen situar-se sota el calze.
Danys directes en afeblir a l'arbre amb l'extracció de saba, i indirectes en quedar la pell dels fruits amb taques verdoses, corresponents a zones en les quals s'ha situat l'insecte i que no arribaran a aconseguir la coloració normal del fruit madur. Els atacs es produeixen en arbres mal airejats i branques baixes de l'interior de l'arbre.

## Mostreig i llindar de danys
El mostreig cal realitzar-lo mensualment durant el creixement del fruit des de maig fins a desembre, i tractar durant el màxim de formes sensibles (juny, agost, ocasionalment al setembre).
Un possible llindar de tractament, superat el qual només es tractarà si es dona la següent condició: 2% de fruits amb més de 10 escuts sobre un total de 100 fruits o el 2% de fruits amb més de 3 escuts de 25 arbres a l'atzar. Un llindar d'actuació més específic per a la segona generació (agost) seria tractar quan el percentatge de femelles adultes amb ous o larves supera el 60%.

## Mesures agronòmiques

### Control cultural
Cal anar en compte de no fer fortes aplicacions de matèries nitrogenades i d'evitar les podes severes, sobretot en arbres amb reg. Tot això perquè els arbres sobreadobats o sotmesos a fortes podes estimulen una vigorosa brotada, la qual cosa és una font d'aliment per a tot insecte xuclador de saba. També caldrà anar amb cura amb l'adquisició de planter net als vivers.

### Control biològic
El control biològic és efectiu si els nivells poblacionals no són massa alts. Per tant, es recomana realitzar tractaments que siguen respectuosos amb els parasitoides del gènere Aphytis, concretament el principal enemic natural és Aphytis lepidosaphes, i algunes espècies del gènere Encarsia. Encara que exerceix un control parcial sobre la població de serpeta grossa.

### Control químic
Quan s'assolisca el llindar d'intervenció, s'ha de tractar en el moment de màximes formes sensibles, és a dir, durant l'eixida de larves de primera generació, ja que l'eficàcia dels tractaments és major que en altres moments de màxim d'immadurs. Aquest tractament també té l'avantatge de la seua polivalència ja que controla altres plagues. S'aconsella mullar bé tot l'arbre, fins i tot branques i tronc. Així, al juny es tractaria amb piriproxifèn (disruptor del creixement), clorpirifòs, metil-clorpirifòs i a l'agost oli mineral.

## Galeria

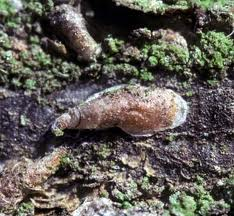
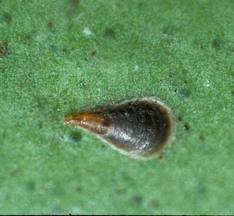
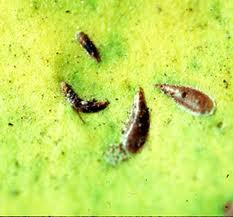
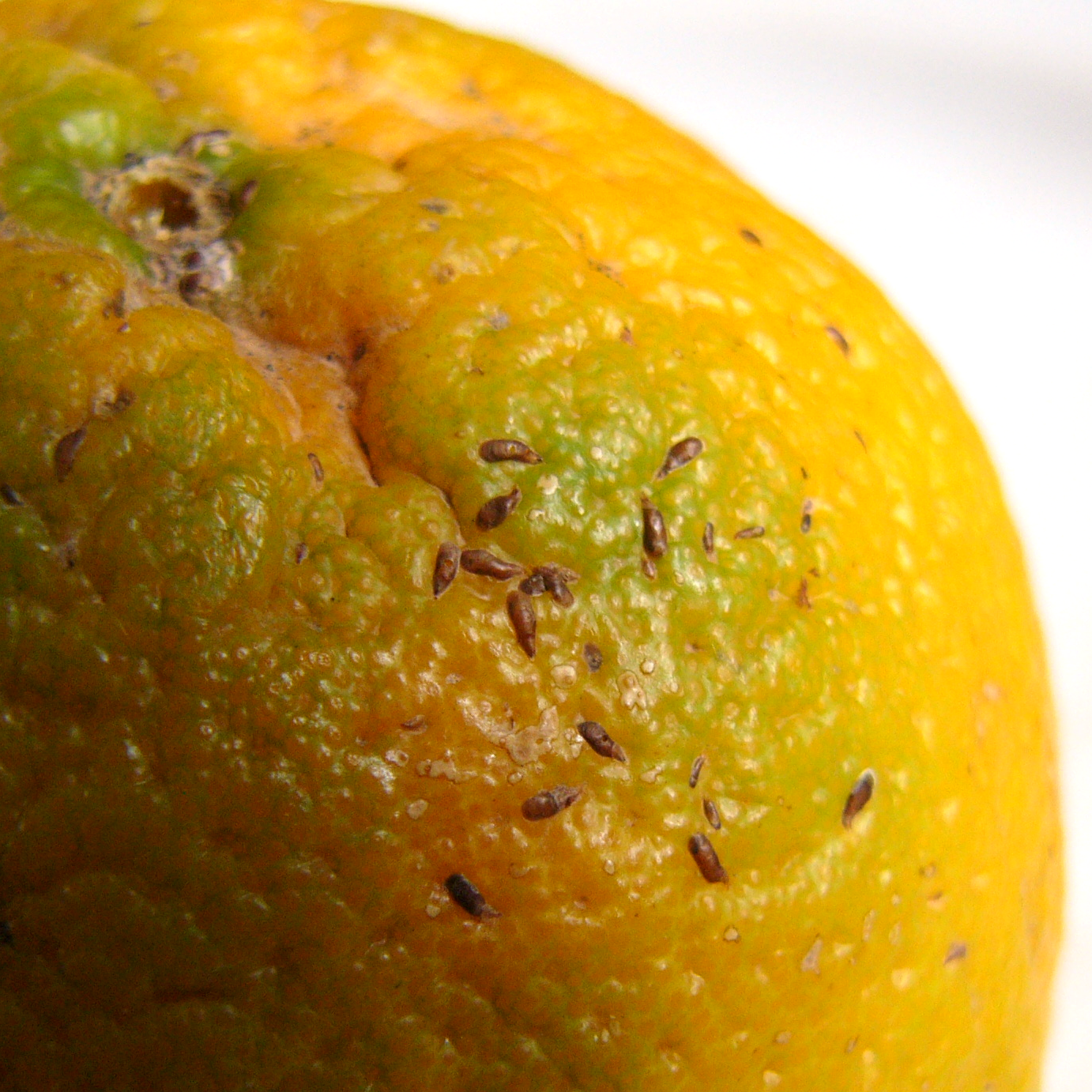